# رغل برودي
رغل برودي (الاسم العلمي:Atriplex frigida) هو نوع نباتي يتبع جنس الرغل من فصيلة القطيفية.